# Jørgen Leschly Sørensen
Jørgen Leschly Sørensen (né le 24 septembre 1922 à Odense et mort le 21 février 1999 dans la même ville) est un footballeur danois des années 1940 et 1950. 

## Biographie
En tant qu'attaquant, Jørgen Leschly Sørensen est international danois à 14 reprises (1946-1949) pour 8 buts. Il participe aux Jeux olympiques de 1948. Il ne joue qu'un seul match sur les quatre, contre la Grande-Bretagne, où il inscrit un but à la 41e minute. Il remporte la médaille de bronze.
Il joue pour deux clubs danois (B 93 Copenhague et OB Odense) et deux clubs italiens (Atalanta Bergame et Milan AC). Au Danemark, il remporte un championnat en 1946 avec le premier club. Il termine deux fois meilleur buteur du championnat en 1946 avec 16 buts et en 1949 avec également 16 buts. En Italie, il remporte le championnat italien 1955 avec le Milan AC.

## Clubs
- 19..-1946 :  B 93 Copenhague
- 1946-1949 :  OB Odense
- 1949-1953 :  Atalanta Bergame
- 1953-1955 :  Milan AC

## Palmarès
- Jeux olympiques
  - Médaille de bronze en 1948
- Championnat d'Italie de football

- - Champion en 1955
- Championnat du Danemark de football
  - Champion en 1946